# Francis Dickoh
Francis Dickoh est un footballeur ghanéen, né le 13 décembre 1982 à Copenhague au Danemark. Il occupe le poste de stoppeur au FC Midtjylland.

## Palmarès
- Championnat du Danemark en 2015